# Sommeren (film fra 1995)
Sommeren er en svensk-dansk dramafilm fra 1995 instrueret af Kristian Petri. Filmen har blandt andre Gunilla Röör og Samuel Fröler i hovedrollerne.

## Handling
Torun og Mikael har været gift i to år. Under en ferie på den jyske vestkyst drukner deres lille søn ved et uheld. Torun giver i første omgang sin søster skylden, men senere vender hun sin vrede og sorg mod sin mand. Da ingen af dem ved, hvad de skal stille op med deres følelser, begynder de at glide fra hinanden.

## Medvirkende
- Gunilla Röör som Torun Hagberg
- Samuel Fröler som Mikael Hagberg
- Lena Nilsson som Ellen
- Allan Svensson som Ralf Hagberg
- Thorsten Flinck som Olof
- Leif Andrée som Erik
- Mikael Persbrandt som Peter
- Johan Rabaeus som Zacke
- Björn Granath som doktor Uddholm
- Lakke Magnusson som Ingvar
- Roland Hedlund som Björne
- Lasse Pettersson som Knut